# Monachus
Monachus es un género de mamíferos pinnípedos de la familia Phocidae, denominados vulgarmente monacus, foca monje o foca fraile. Hasta hace unos años, se incluían tres especies en este género, distribuidas por las aguas cálidas de diversos mares y océanos. Actualmente incluye una especie, que se encuentra en grave peligro de extinción debido principalmente a la reducción y contaminación de su hábitat.
Las otras especies antes agrupadas en este género, están actualmente agrupadas bajo el taxón Neomonachus

## Especies
Incluye la siguiente especie:
- Monachus monachus (Hermann, 1779) — Foca monje del Mediterráneo.

La foca monje mediterránea se puede encontrar en zonas cercanas a la costa del norte de África. Actualmente está muy amenazada, y quedan pocos ejemplares en el Mediterráneo.
Las otras especies antes agrupadas en este género, actualmente agrupadas bajo el taxón Neomonachus, son:
- Neomonachus schauinslandi (Matschie, 1905) - Foca monje de Hawái.
- Neomonachus tropicalis (Gray, 1850) — Foca monje del Caribe, probablemente extinta hacia 1950.